# 中央人民政府公安部
中央人民政府公安部是根据1949年9月27日中国人民政治协商会议第一届全体会议通过的《中华人民共和国中央人民政府组织法》第十八条的规定，于1949年10月设置的一个部门。

## 历史
1949年10月1日中华人民共和国中央人民政府成立，同日设立中央人民政府公安部。10月19日，中央人民政府委员会第三次会议任命罗瑞卿为公安部部长，10月15日至11月1日，公安部召开第一次全国公安工作会议，讨论全国公安工作的任务、方针和当前必须解决的若干问题。
1954年9月，第一届全国人民代表大会第一次会议在北京召开，会议通过了《中华人民共和国宪法》和《中华人民共和国国务院组织法》，成立中华人民共和国国务院。根据国务院《关于设立、调整中央和地方国家机关及有关事项的通知》，中央人民政府公安部即告结束。国务院按照《国务院组织法》的规定，将原中央人民政府公安部改为中华人民共和国公安部，接替相关工作，成为国务院的组成部门。

## 职责权限
按照相关规定，中央人民政府公安部在政务院政治法律委员会的指导下展开工作。负责全国范围内的公安工作。

## 机构设置
中央人民政府公安部在北平市银行工会大楼(现人民大会堂南侧中国银行分行)成立。机关设一厅六局。1954年又增设政治部。
- 中央人民政府公安部
  - 部长罗瑞卿
  - 副部长杨奇清
  - 办公厅：主任徐子荣(第六十一军政委调任)，副主任刘复之、李国章
    - 秘书处长王仲方
    - 行政处长宋德贵，副处长刘玉泽

  - 一局政治保卫：局长杨奇清(公安部副部长兼)
  - 二局经济保卫：局长雷荣天(第十四军政委调任)
  - 三局治安行政：局长卓雄(第四十军政委调任)
  - 四局边防保卫：局长邓少东(第二十五军副政治委员兼政治部主任调任)
  - 五局武装保卫：局长蔡顺礼(第六十五军副政委兼政治部主任调任)
  - 六局人事：局长徐子荣兼

各大行政区及中央直属市公安机关主要负责人：
- 东北人民政府公安部长汪金祥
- 西北军政委员会公安部长李启明
- 西南军政委员会公安部长周兴
- 华东军政委员会公安部长李士英
- 中南军政委员会公安部长卜盛光
- 华南军政委员会公安部长谭政文
- 上海市公安局长扬帆
- 南京市公安局长陈龙
- 天津市公安局长许建国
- 北京市公安局长由罗瑞卿兼

## 历任部长
| 姓名   | 籍贯     | 在任时期                      | 曾任最高职务                   |
| ------ | -------- | ----------------------------- | ------------------------------ |
| 羅瑞卿 | 四川南充 | 1949年10月19日－1954年9月28日 | 國務院副總理、國防委員會副主席 |